# غرازي (لامرد)
غرازي (بالفارسية: گرازی), تلفظ: Gorāzī) هي منطقة سكنية في محافظة فارس إيران التابعة لبلدة أشكنان مقاطعة لامرد.

## السكان
تقع هذه القرية في قسم خيركو وحسب احصاءات سنة 2006 كان عدد سكانها 55 نمسة يعيشون في 13 مسكن.